# Decorana
Decorana is een geslacht van rechtvleugeligen uit de familie sabelsprinkhanen (Tettigoniidae). De wetenschappelijke naam van dit geslacht is voor het eerst geldig gepubliceerd in 1941 door Zeuner.

## Soorten
Het geslacht Decorana omvat de volgende soorten:
- Decorana arabica Popov, 1981
- Decorana buxtoni Uvarov, 1923
- Decorana capitata Uvarov, 1917
- Decorana concinna Walker, 1869
- Decorana decorata Fieber, 1853
- Decorana drepanensis Massa, Fontana & Buzzetti, 2006
- Decorana himalayana Ramme, 1933
- Decorana incerta Brunner von Wattenwyl, 1882
- Decorana kabyla Finot, 1893
- Decorana persica Uvarov, 1917
- Decorana seniae Finot, 1893
- Decorana tripolitana Fontana & Massa, 2009